# 王祖旦
王祖旦（1925年—2003年），男，汉族，山西兴县人，中华人民共和国政治人物。曾任民盟中央委员，民盟宁夏区委会主委。第七、八届全国政协委员。